# Siti Fadilah Supari
Siti Fadilah Supari, née le 6 novembre 1949 à Surakarta (Java central), est la ministre indonésienne de la Santé du Cabinet Indonésie Unie. Elle est médecin cardiologue de formation.

## Biographie
En avril 2008, elle cesse de transmettre au laboratoire NAMRU2[Quoi ?] les souches virales rencontrées en Indonésie car le laboratoire est suspecté de travailler avec les services secrets américains stationnés en Indonésie. Elle maintient sa décision tant que le laboratoire ne partage pas les résultats de ses recherches avec les autres pays, afin que ceux-ci puissent fabriquer leurs propres vaccins.
Selon certains médias en 2009, elle aurait conjecturé que le virus Grippe A (H1N1) aurait pu avoir été génétiquement engendré. Elle avait  auparavant accusé les gouvernements occidentaux d'avoir créé et disséminé des virus afin d'augmenter les revenus des entreprises pharmaceutiques. Selon d'autres médias, elle aurait cependant nié avoir tenu de tels propos.

## Théories
Dans son livre publié en Indonésie en 2007 et traduit en anglais, elle décrit son combat contre l'OMS et les efforts néocolonialistes pour dépouiller son pays et tous les autres pays en développement de leurs droits. Elle exige également la transparence lors de la remise et du traitement de souches virales pour la recherche.

## Œuvres
- It's time for the world to change - In the spirit of dignity, equity and transparency - Divine hand behind avian influenza  (ISBN 978-979-17357-0-4)